# Mattia Morleo
 (octobre 2018).
Pour les articles homonymes, voir Morleo.
Mattia Vlad Morleo (né le 10 octobre 2000 à Fasano dans les Pouilles) est un compositeur et musicien italien.

## Biographie
Il a commencé ses études musicales à 8 ans, en jouant du piano avec son père Luigi Morleo, percussionniste, puis il a commencé la voie académique au Conservatoire de musique Niccolò Piccinni à Bari.
Son travail en tant que compositeur s'étend sur divers genres et styles musicaux : pop, classique, rock, ambiant et minimal.
En 2016, sa popularité augmente considérablement. Il est invité dans de nombreux pays à écrire de la musique pour la radio, les courts métrages, l'art vidéo et la publicité, en collaboration avec des acteurs, des réalisateurs et des artistes. Comme dans le cas de "Save The Children" (Islande), "WWF" (France), "TEDx" (Criciúma), "Fanpage.it" (Italie).
En mai 2017, il a publié son premier album The Flying of the Leaf, disponible en format physique et numérique.
En août de la même année, il publie le deuxième EP Perceptions.
Il a participé à divers festivals et événements musicaux dans des villes telles que Bari, Turin, Lecce, Parme, Cosenza et Cagliari[réf. souhaitée].
Mattia Vlad Morleo est considéré comme l’un des représentants les plus prometteurs de la musique italienne contemporaine.

## Albums
- 2016 : Respiro (EP)
- 2017 : The Flying of the Leaf
- 2017 : Perceptions (EP)

## Filmographie
- 2016 : Marlindo Paraíso e a Kombi do Amor (court-métrage)
- 2017 : Cántico en el Desierto (documentaire)
- 2018 : Viktoria: A Short Tale About Bullying[8] (court-métrage)
- 2018 : How to Spell Revenge de Ryan Ishii : musique additionnelle
- 2019 : Fossoli. Anticamera per l'Inferno[9] (documentaire)